# 헤이케모노가타리 (애니메이션)
《헤이케모노가타리》(일본어: 平家物語)는 가마쿠라 시대의 군기문학인 《헤이케모노가타리》를 그린 일본의 텔레비전 애니메이션 작품이다.
2022년 1월부터 3월까지 후지 TV의 심야 애니메이션 틀 〈+Ultra〉 외에서 방영되었다.